# Plopsa Indoor Hasselt
Plopsa Indoor Hasselt est un parc d'attractions couvert situé à Hasselt, dans la  Province de Limbourg, en Belgique. 
C'est le premier parc indoor du pays. Il est ouvert toute l'année pour environ 300 000 visiteurs par an. La superficie est de 13 800 m² dont 5 000 m² en extérieur.

## Attractions Principales

### Montagnes russes
| Nom de l'attraction                     | Type                      | Constructeur | Année |
| --------------------------------------- | ------------------------- | ------------ | ----- |
| Wickie Coaster Anciennement Piratenbaan | Montagnes russes en métal | Zierer       | 2005  |

### Autres

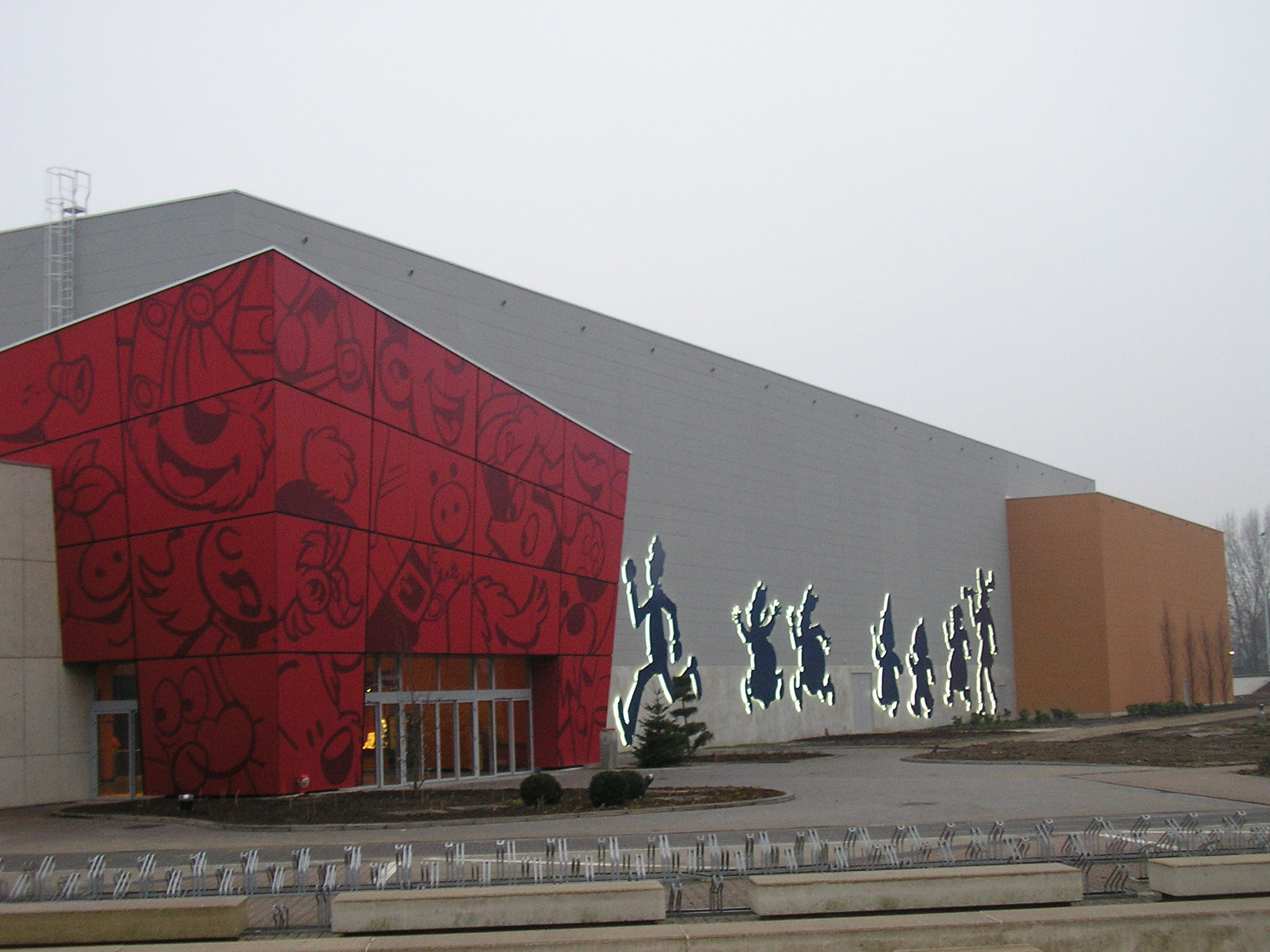
entrée du parc

| Nom de l'attraction  | Type                | Constructeur     | Année |
| -------------------- | ------------------- | ---------------- | ----- |
| De Bootjes           | Bateaux tamponneurs |                  | 2005  |
| De Carrousel         | Carrousel           | Wooddesign       | 2005  |
| De Eendjes           | Manège              | Metallbau Emmeln | 2005  |
| De Kikkers           | Jump Around         | Zamperla         | 2005  |
| De Vliegende Fietsen | Magic Bikes         | Zamperla         | 2009  |
| De Vuurtoren         | Tour de chute       | Zierer           | 2005  |
| De Woeste Zee        | Rockin' Tug         | Zierer           | 2005  |
| De Zweefmolen        | Chaises volantes    | Wooddesign       | 2005  |